# 阿方索烏加爾特區
阿方索烏加爾特區（西班牙語：Distrito de Alfonso Ugarte），是秘魯的一個區，位於該國北部安卡什大區的錫瓦斯省，始建於1953年3月27日，面積80.71平方公里，海拔高度3,205米，2005年人口905，人口密度為每平方公里11人。